# Ion Ficior
Iosif Ion Ficior, ortografiat și Ficioru sau Fecioru (n. 4 aprilie 1928, Cucerdea, Mureș, România – d. 26 septembrie 2018, Jilava, Ilfov, România) a fost un torționar din timpul regimului comunist, fost comandant al Coloniei de muncă Periprava, care a deținut și alte poziții în sistemul penitenciar comunist, activând în unitățile carcerale Poarta Albă, Suceava sau Borzești, în anii 1950 și la începutul anilor 1960.

## Copilăria și adolescența
Ion Ficior s-a născut pe 4 aprilie 1928, în comuna Cucerdea din județul Mureș, într-o familie de credincioși baptiști. În timpul copilăriei sale, până în anul 1942, Ion Ficior mergea în mod regulat la biserică. În interviuri ulterioare, Ficior susține că a rămas credincios practicant și că nici în perioada în care a activat în PCR nu a renunțat la religia sa. Conform lui Ficior:
„La Periprava îmi făcea o deosebită plăcere să discut cu popii. Eu am citit Biblia de la tata acasă. Iar ei erau extraordinar de mirați cum eu cunosc Biblia, de la Vechiul la Noul Testament.”
Pe 1 octombrie 1942, Ion Ficior a intrat ca ucenic la atelierul electric al Fabricii „Nitrogen” din orașul Târnăveni, unde, pe 17 august 1946, a obținut calificarea de electrician. În luna octombrie 1946 s-a căsătorit cu Maria Căluțiu, al cărei tată, Dumitru Căluțiu, era pastor baptist. Ion Ficior și-a cunoscut viitoarea soție prin intermediul fratelui acesteia, cu care Ficior era coleg de serviciu.

## Activist de partid
După război, Ion Ficior ia primele contacte cu mișcarea comunistă, iar pe 17 august 1946 s-a înscris în Partidul Comunist Român. Este scos din producție în aceeași zi și trimis de partid la Avrig, la Școala „Dr. Petru Groza”, unitate de pregătire pentru activiștii de partid și tineret condusă de Paul Niculescu-Mizil. Acolo, Ficior a fost pregătit în vederea alegerilor din noiembrie 1946. După terminarea studiilor acestei școli, Ficior a fost repartizat ca activist de partid la Județeana Târnava-Mică a Tineretului Progresist, unde a fost ales în Biroul organizației județene de partid și în Biroul Județean al Blocului Partidelor Democrate.
Deoarece socrul său era pastor baptist, în luna martie 1947 Ion Ficior este retrimis în producție de către Organizația județeană a PCR Târnava Mică, la Uzina Electrică a Fabricii „Nitrogen” din Târnăveni, unde a îndeplinit funcția de secretar
al celulei de partid. Între septembrie și decembrie 1948 este scos din nou din producție și trimis în funcția de responsabil cu propaganda și agitația în Biroul Plasei PCR Iernut, iar în decembrie 1948 devine instructor pe probleme organizatorice în Secția Organizatorică a Județenei de partid Târnava Mică. În noiembrie 1949, Ion Ficior este numit șef al Secției îndrumare și control de la Direcția Județeană Târnava Mică a Gospodăriilor Agricole de Stat (GOSTAT).

## Recrutat în Securitate
La sfârșitul anului 1949, Ion Ficior a fost încorporat la Regimentul 2 Aviație Craiova pentru satisfacerea serviciului militar. În luna ianuarie 1950, el a fost selecționat să urmeze cursuri la Școala de ofițeri politici înființată la Ineu, de unde, în iunie 1950, Ficior este recrutat pentru Școala de contrainformații km. 32 Periș, instituție de învățământ militar pentru formarea ofițerilor de Securitate. Pe 23 august 1950, Ficior absolvă cu gradul de locotenent și este imediat repartizat ca ofițer de securitate la Biroul 2, în Serviciul de contrainformații al Armatei din Direcția Generală a Securității Poporului, mai întâi în funcția de anchetator, apoi cea de șef al Biroului. El a continuat să lucreze în Biroul 2 până la 1 iunie 1951, când, datorită faptului că părinții și soția sa erau membri ai cultului baptist, a fost îndepărtat din Securitate și repartizat la Direcția Generală a Penitenciarelor, Coloniilor și Unităților de Muncă (DGPCUM).

## În Direcția Generală a Penitenciarelor
Ion Ficior a fost repartizat la Direcția Pază a DGPCUM, unde, între iunie 1951 și octombrie 1952, a îndeplinit consecutiv funcțiile de ofițer anchetator, comandant al Școlii de sergenți de 6 luni de pe lângă Penitenciarul Văcărești, lucrător cadre la Secția Anchete, șef al Secției Anchete și locțiitor al șefului Direcției Cadre. Ulterior, după transformarea DGPCUM în Direcția Lagăre și Colonii de Muncă (DLCM), Ficior a îndeplinit în noua structură funcțiile de șef al Biroului Anchete și locțiitor al șefului Serviciului Cadre.
Timp de trei ani, din 1953 și până în 1956, Ficior a fost comandant la colonia de muncă Poarta Albă, la penitenciarul Suceava și apoi la colonia Borzești.
Pentru nenumăratele abuzuri săvârșite în cei trei ani cât a condus lagărele de muncă, Ion Ficior a fost mutat disciplinar, în septembrie 1958, la Periprava, unde a fost inițial locțiitor al comandantului pentru munca de pază și regim. În anul 1960 a fost promovat în funcția de comandant al acestui lagăr de muncă.

## Urmărirea penală
Pe 18 septembrie 2013, Institutul de Investigare a Crimelor Comunismului și Memoria Exilului Românesc (IICCMER) a solicitat Parchetului de pe lângă Înalta Curte de Casație și Justiție începerea urmării penale împotriva colonelului (r) Ioan Ficior, pentru săvârșirea infracțiunii de genocid.
A fost acuzat că în perioada în care a condus închisoarea de la Periprava a impus un regim de detenție inuman, în urma căruia au murit 103 deținuți. În mai 2016, a fost condamnat în primă instanță la 20 de ani de închisoare. A murit la penitenciarul Jilava doi ani mai târziu, în septembrie 2018.